# Mycalesis fulvooculatus
Mycalesis fulvooculatus är en fjärilsart som beskrevs av James John Joicey och Talbot 1915. Mycalesis fulvooculatus ingår i släktet Mycalesis och familjen praktfjärilar. Inga underarter finns listade i Catalogue of Life.